# Ormetica taniala
Ormetica taniala là một loài bướm đêm thuộc phân họ Arctiinae, họ Erebidae.